# Niklas Mörk
Niklas Carl Johan Persson Mörk, född 28 februari 1995 i Lund, är en svensk tidigare handbollsspelare (högersexa). 

## Karriär
Mörk är fostrad i Lugi HF där han tog sig hela vägen genom klubbens ungdomslag upp till A-laget.  Som ungdomsspelare vann Mörk bland annat SM-guld med Lugi år 2012 (USM Pojkar A/Pojkar 16) efter att Lugi besegrade IFK Ystad i finalen med siffrorna 19–22. Mörk gjorde därefter fem elitsäsonger med Lugi i Handbollsligan innan han år 2018 lämnade klubben för spel i division 1-klubben HK Ankaret. I november 2019 gjorde Mörk comeback i landets högsta serie då han ingick ett korttidskontrakt med HK Malmö.

## Övrigt
Parallellt med sin handbollskarriär studerade Mörk till läkare vid Lunds universitet.

## Meriter
- Silver vid U20-EM 2014 med Sveriges U21-landslag